# Ferdinand Carlier

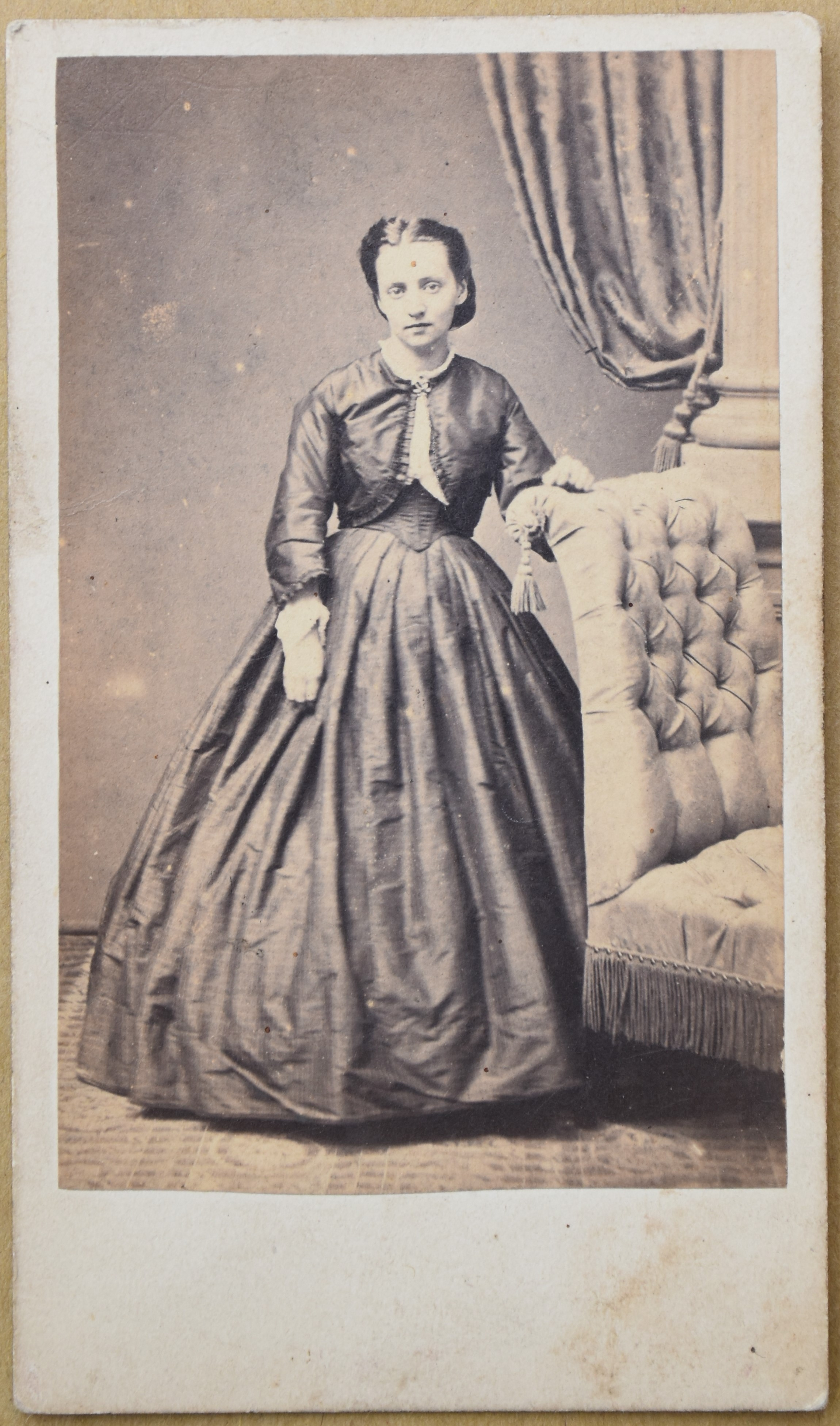
Portrait de femme par Casimir Ferdinand CARLIER(1829-1893) Vannes. Format CDV. Daté 1861.

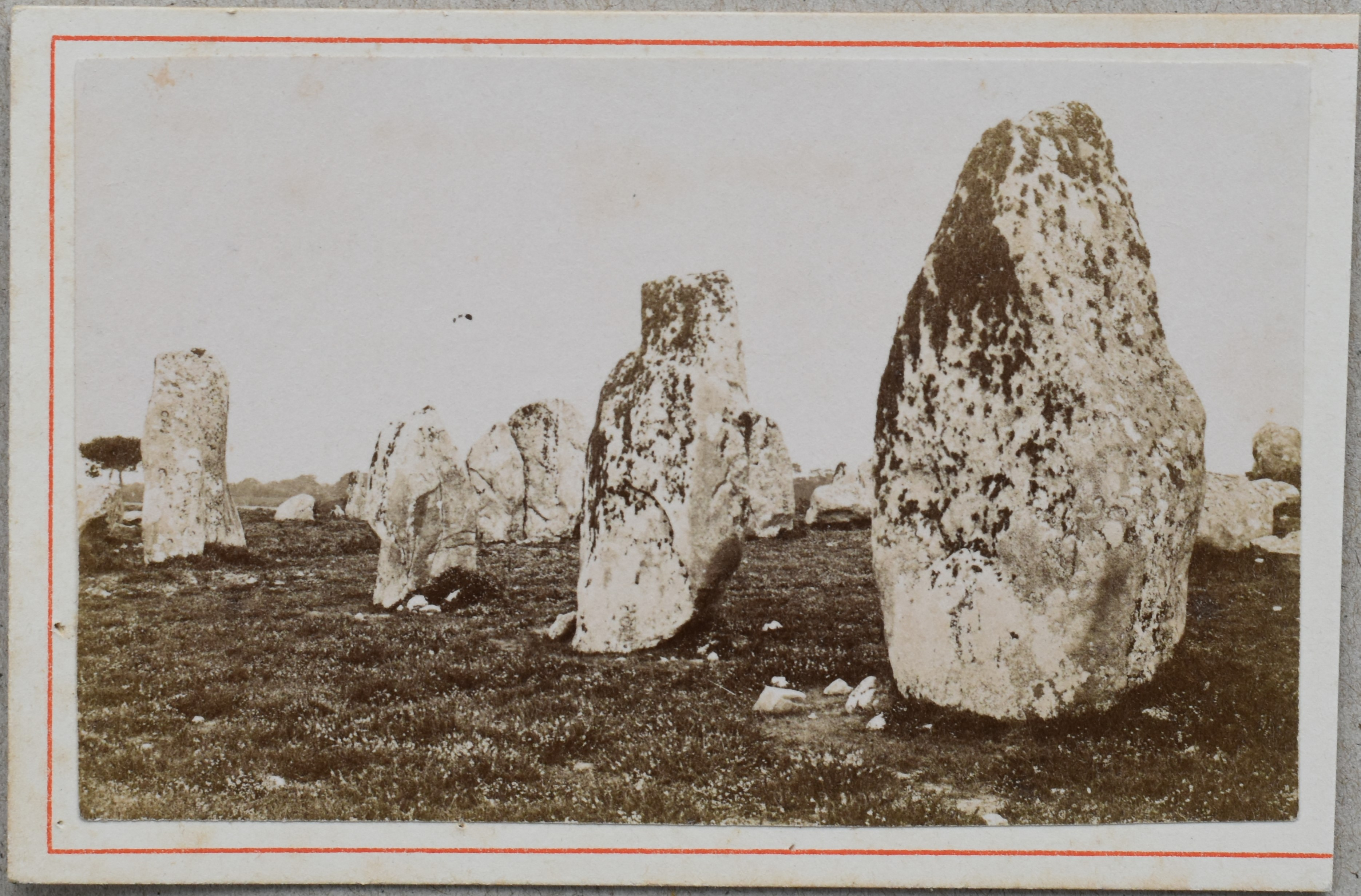
Alignement de Carnac par Casimir Ferdinand CARLIER (1829/1893). Format CDV.

Ferdinand Carlier, né à Versailles le 9 août 1829 et mort à Paris le 1er septembre 1893, est un photographe français.

## Biographie
Fils de Théodore Carlier, professeur de littérature, et de Louise Jeanne Élisabeth Ménétrier, son épouse, Ferdinand Carlier naît à Versailles en 1829.
Ferdinand Carlier réalise de nombreuses photographies de la bourgeoisie Vannetaise, de Bretons en costume local, ainsi que de monuments et de paysages. Il tient plusieurs ateliers, dont un à Vannes, au no 16 place Napoléon, dans les années 1850-1860, ainsi qu'à Auray en 1858. Il s'installe à Paris au no 43 rue Saint-Paul en 1869. Dans les années 1870-1880, il s'établit successivement au no 113 rue du Cherche-Midi, puis au no 170 rue Saint-Antoine, et enfin au no 9 rue de Bagneux.
Il est membre de la Société française de photographie de 1859 à 1864 et, en 1860, devient photographe de l'École des beaux-arts de Paris.
Il semble que Ferdinand Carlier soit le premier photographe installé en Bretagne à prendre Carnac et ses monuments mégalithiques en photo et à les éditer. Nous lui connaissons une quinzaine de clichés sur ce thème, pris entre 1855 et 1865.
Il meurt en 1893 à Paris. Il est inhumé trois jours plus tard au cimetière du Père-Lachaise (division 4).

## Collections publiques
- Paris :
  - Bibliothèque nationale de France :
    - Recueil de vues de Bretagne, du Maine, militaires et portraits divers 40 photographies, ancienne collection Albert Gilles (1873-1959) ;
    - Recueil de photographie, formats divers ;
    - Recueil de photographies, cachet du photographe, ancienne collection Georges Sirot (1898-1977).

  - musée d'Orsay : Plan de restauration de l'abbaye de Bon-Port, 1890, photographie.